# Wong Chun Ting
Wong Chun Ting (en chino: 黃鎮廷; Hong Kong, 7 de septiembre de 1991) es un deportista hongkonés que compite en tenis de mesa, en la modalidad de dobles mixto.
Ganó cuatro medallas de bronce en el Campeonato Mundial de Tenis de Mesa entre los años 2015 y 2025.
Participó en tres Juegos Olímpicos de Verano, ocupando el quinto lugar en Río de Janeiro 2016 (equipo), el quinto en Tokio 2020 (dobles mixto) y el cuarto en París 2024 (dobles mixto).

## Palmarés internacional
| Campeonato Mundial | Campeonato Mundial    | Campeonato Mundial | Campeonato Mundial |
| Año                | Lugar                 | Medalla            | Prueba             |
| ------------------ | --------------------- | ------------------ | ------------------ |
| 2015               | Suzhou (China)        | Medalla de bronce  | Dobles mixto       |
| 2017               | Düsseldorf (Alemania) | Medalla de bronce  | Dobles mixto       |
| 2023               | Durban (Sudáfrica)    | Medalla de bronce  | Dobles mixto       |
| 2025               | Doha (Catar)          | Medalla de bronce  | Dobles mixto       |